# Église d'Isojoki
L’église de Isojoki (finnois : Isojoen kirkko) est une église luthérienne située à Isojoki en Finlande,.

## Description
L'église de style Empire est conçue par Carl Ludvig Engel et est construite par Erik Kuorikoski.
Le clocher est construit en 1854 par Karl et Mats Hannus.